# Fairchild C-123 Provider
Le C-123 Provider est un avion de transport militaire bimoteur américain conçu par Chase Aircraft (en) à la fin des années 1940, et construit à 300 exemplaires par Fairchild Engine & Airplane Corporation. Il a été mis en service à partir de 1955 par l'armée des États-Unis et d'une dizaine d'autres pays. Au début des années 2000, un certain nombre d'exemplaires étaient toujours utilisés par des opérateurs privés. En 2023, un seul exemplaire reste en état de vol et s'est présenté au meeting annuel de l'Experimental Aircraft Association’s (EAA) à Oshkosh, Wisconsin

## Conception
Fondée en 1943, la Chase Aircraft Company conçut et développa un planeur lourd d'assaut destiné à l’US Army. Après une démonstration satisfaisante avec le XCG-18A, la Chase Aircraft reçut une commande pour cinq exemplaires de présérie YCG-18. Un des exemplaires fut modifié par l’ajout de deux moteurs en étoile et fut dénommé XC-122.
Les YC-122A, B et C furent utilisés pour des essais de la nouvelle version, Chase envisageant de produire une version de plus grandes dimensions. Ce nouveau prototype reçut la désignation XCG-20, puis XC-20.
Il fut remotorisé avec des Pratt & Whitney R-2800-23 de dix-huit cylindres de 2 200 ch, et prit sa dénomination de C-123. Il décolla pour la première fois le 14 octobre 1949. Chase reçut ensuite un contrat de cinq exemplaires de présérie du YC-123. La même année, la Kaiser Fraser corporation prit le contrôle de Chase Aircraft et reçut un contrat pour trois cents C-123B. Pour des raisons non expliquées, ce contrat fut annulé quelques mois plus tard et transféré à Fairchild, qui devint le maître d'œuvre du C-123.

## Description
Le C-123 était un monoplan à aile haute cantilever de construction métallique. Il disposait d'un empennage conventionnel mais de grandes dimensions, ainsi que d’un train d'atterrissage tricycle. L'arrière du fuselage était relevé et comportait une trappe d’accès, qui servait de rampe pour le chargement et le parachutage des cargaisons. La soute pouvait recevoir 60 soldats équipés ou 50 civières et 6 infirmiers ou du fret.

## Engagements

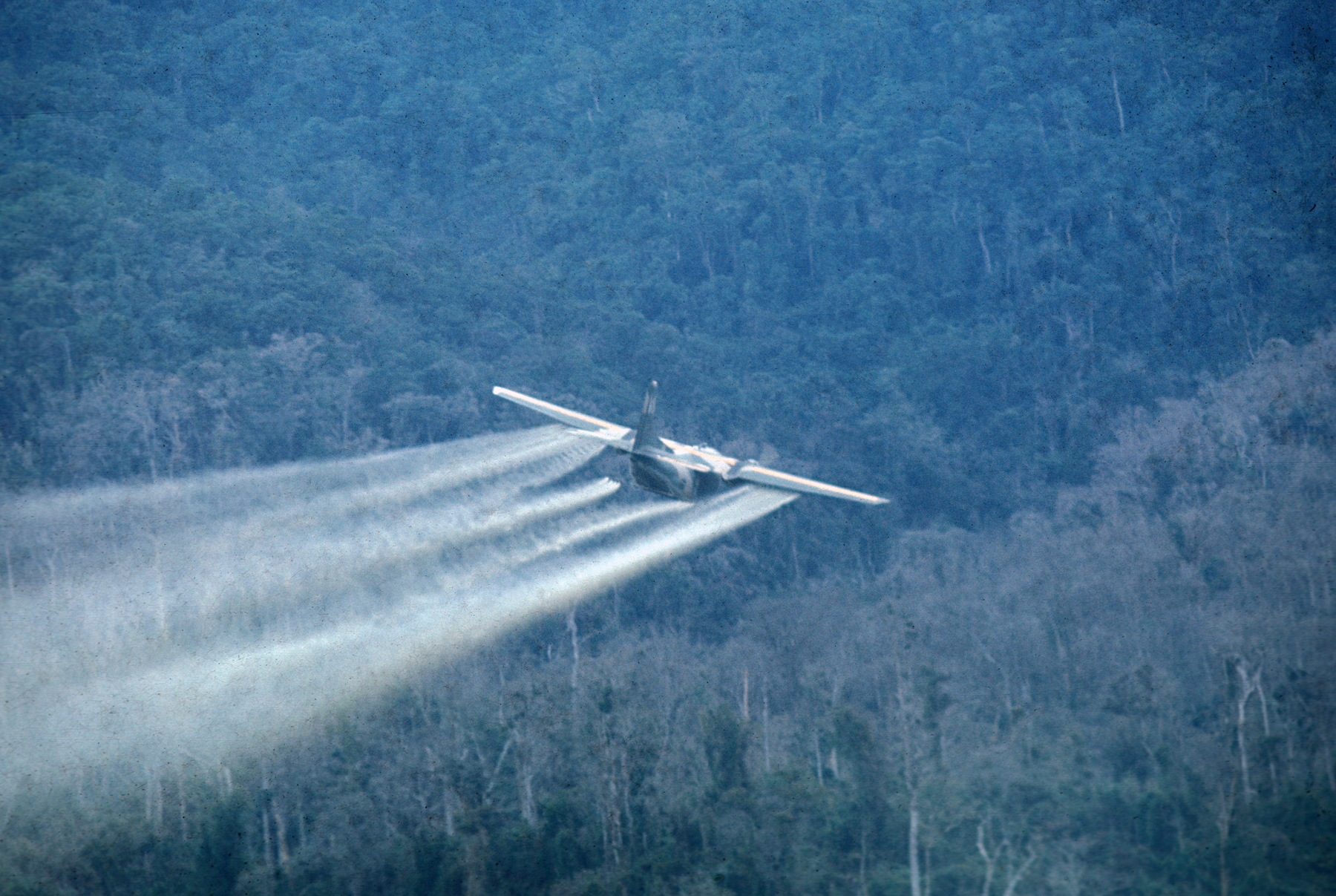
C-123 Provider de l'USAF pulvérisant de l'agent orange sur la forêt vietnamienne dans les années 1960

Les États-Unis et la République du Viêt Nam ont utilisé le C-123 lors de plusieurs opérations de la guerre du Viêt Nam, dont pour massivement pulvériser de l'agent orange, un désherbant et défoliant fabriqué par Monsanto, produit chimique dont on apprendra plus tard qu'il était contaminé par des dioxines.

## Variantes
- C-123B : version de base, construite à 300 exemplaires ;
- HC-123B : version de sauvetage en mer destinée à l'US Coast Guard ;
- C-123J : ajout de deux turboréacteurs d'appoint Fairchild J44-R-3 (10 avions modifiés) ;
- C-123K : ajout de deux turboréacteurs d'appoint General Electric J85 (183 avions modifiés) ;
- UC-123K : 24 avions modifiés pour participer à l'opération Ranch Hand ;
- NC-123K: deux C-123K modifiés pour la surveillance nocturne armée, rebaptisés AC-123K.

## Utilisateurs
Arabie saoudite
 Brésil
 Cambodge
 Corée du Sud
 États-Unis
 Laos
 Philippines
 Salvador
 Taïwan
 Thaïlande
 Venezuela
 Viêt Nam du Sud

## Culture populaire
- L'appareil est notamment utilisé à plusieurs reprises dans le film Air America de Roger Spottiswoode (1990), avec Mel Gibson et Robert Downey Jr.
- Les séquences d'atterrissage sur le ventre et dislocation, extraites d'Air America, sont reprises dans Bad Asses (3) on the Bayou, de Craig Moss (2015) (Bad ass 3 dans le bayou).
- C'est également l'avion utilisé dans le film Les Ailes de l'enfer de Simon West (1997), avec Nicolas Cage, John Malkovich et John Cusack.
- Pour le film Barry Seal : American Traffic de Doug Liman(2017), avec Tom Cruise, Sarah Wright, Domhnall Gleeson, un des avions qui apparait est le Fairchild C-123K (#54-664), prêté par le musée de l’aviation de Beaver County (Pennsylvanie) .
- Il est visible dans Off Limits (Saigon) Saigon, l'enfer pour deux flics, dans une séance censée se passer à Nha Trang, pendant l'Offensive du Tết (30 janvier 1968).

## Galerie d'images

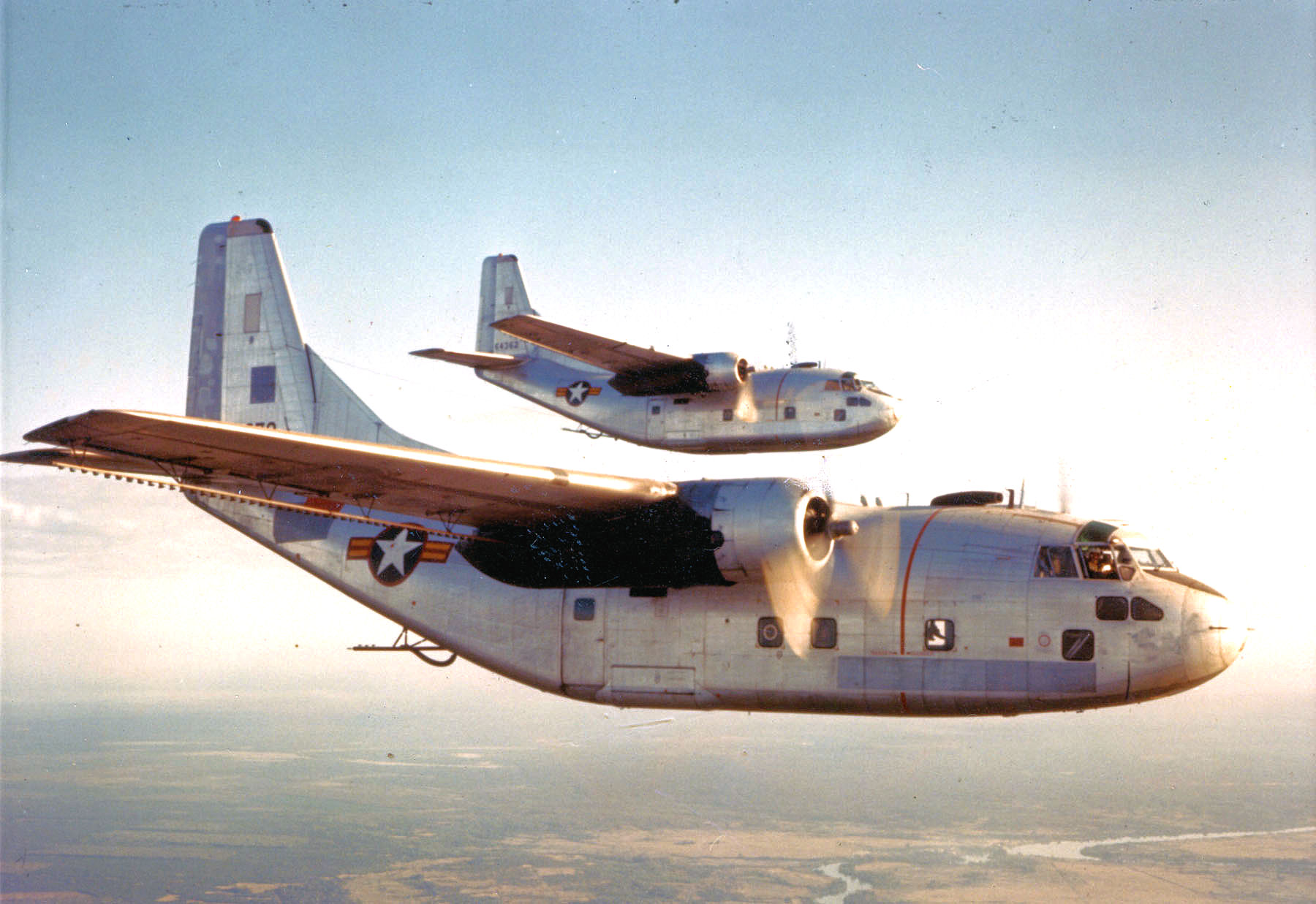
En avion d'épandage aérien, diffuseurs sous les ailes
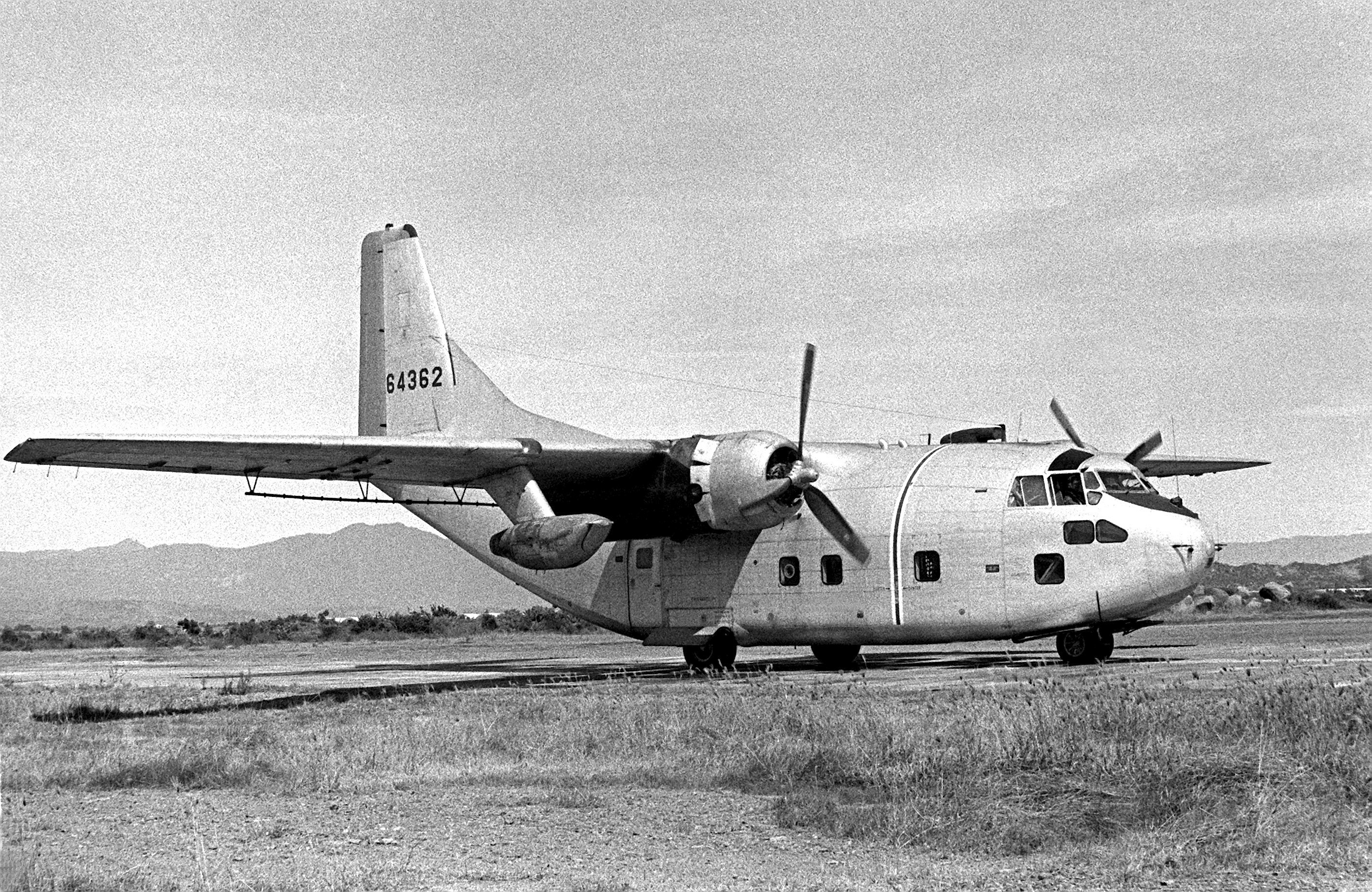
Idem
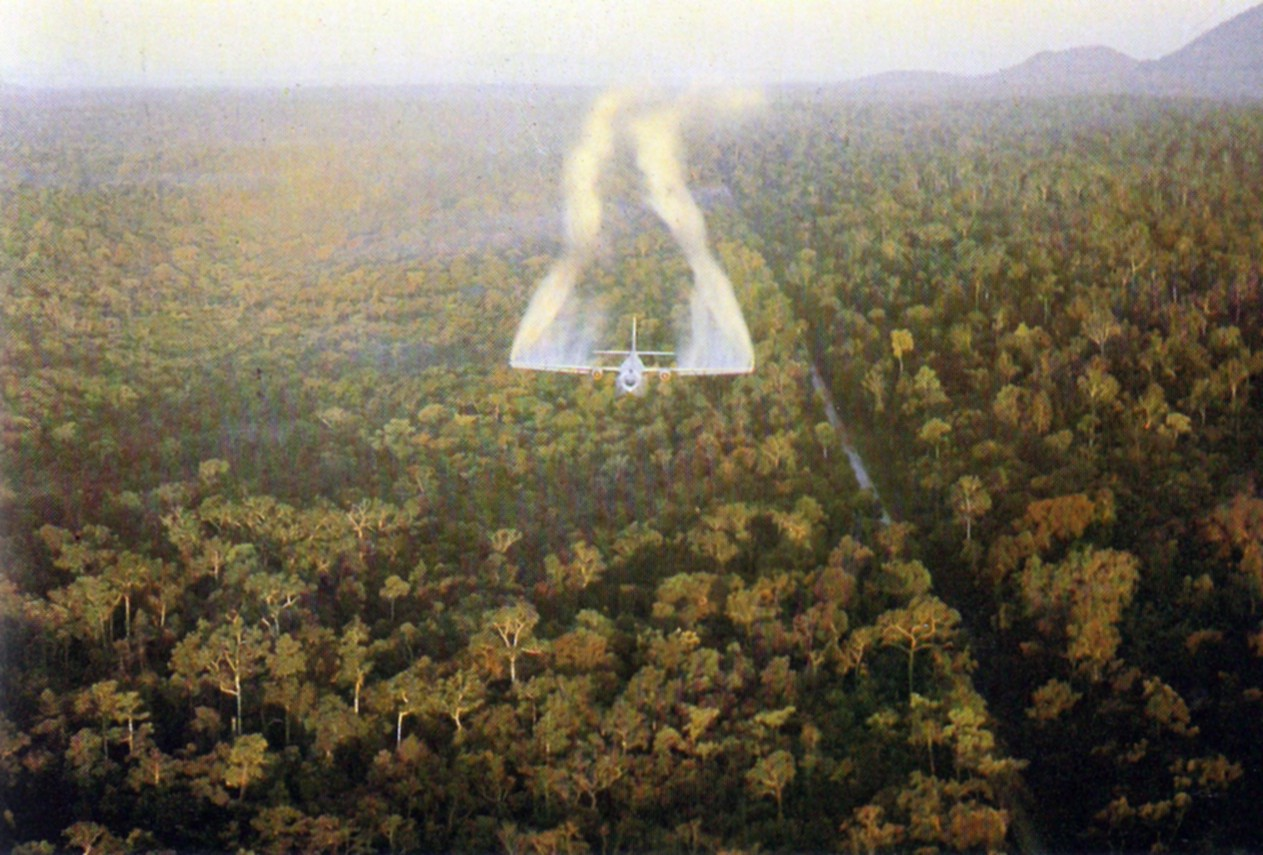
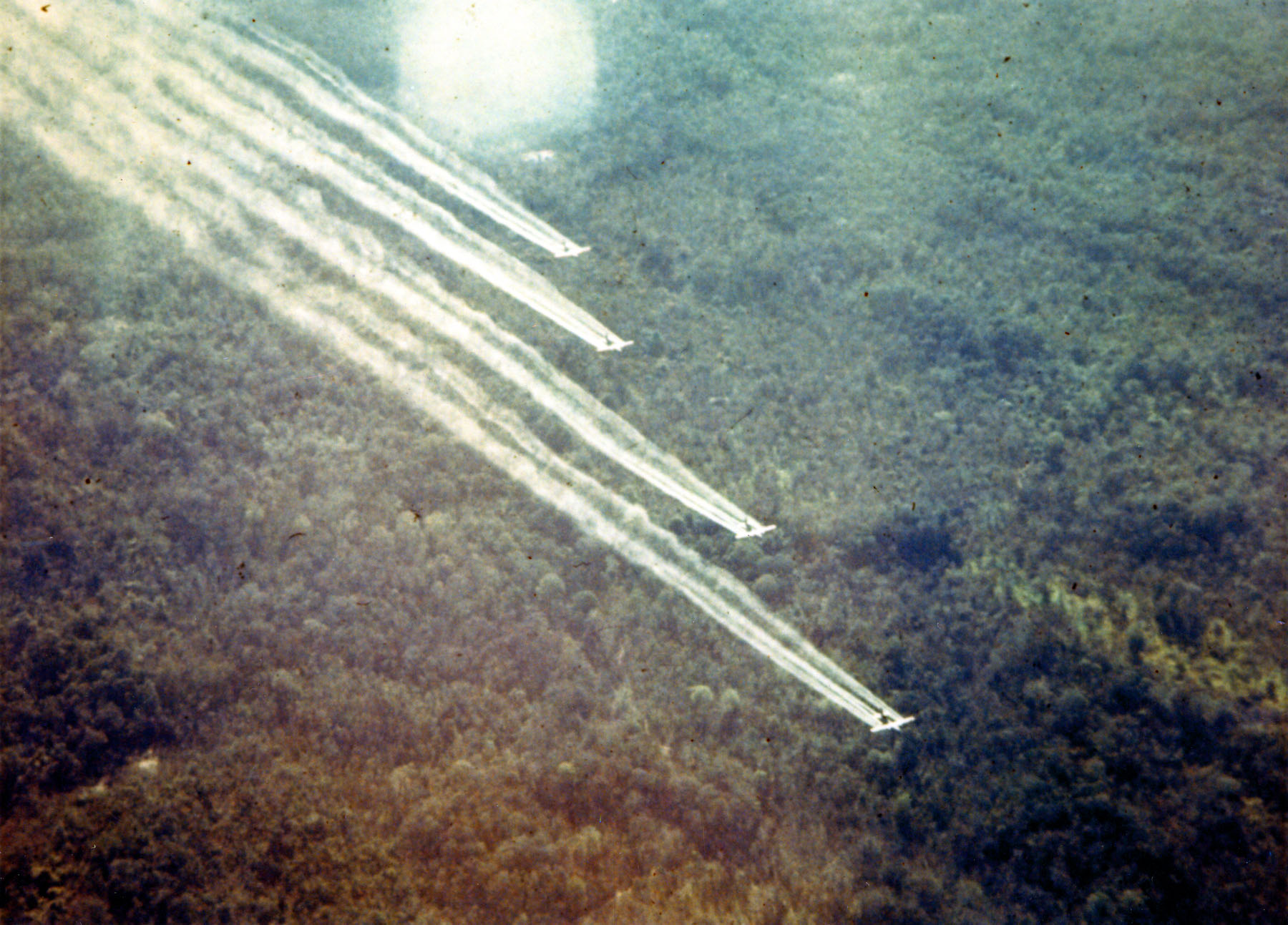
Opération Ranch Hand
Animation de l'Opération Ranch Hand